# 孫鍾皐
孫鍾皐（？—17世紀），字唐斌，西安府富平縣人，明末清初政治人物。

## 生平
孫鍾皐勤勉學習，孝順侍奉繼母，在崇禎三年（1630年）中舉人，十六年（1643年）成進士，獲授寶應知縣，弘光年間出任路振飛監紀，不久投降清朝。清廷讓他署任興化知縣，在當地有惠政，人民為他建立生祠；其後他知道母親病重，立刻辭官歸鄉，抵家時還能看母親最後一面。南明滅亡，他和門人張乃第一同隱居不再出仕，有著作《天逸集》流傳。

## 引用
1. 1 2  錢海岳《南明史·卷三十五·列傳第十一》：孫鍾皐，字唐斌，富平人。崇禎十六年進士。寶應知縣，路振飛監紀，降於清。
2. ↑  光緒《富平縣志稿·卷六·選舉表》：（崇禎） 三年庚午科 ……孫鍾皐
3. ↑  光緒《富平縣志稿·卷五·人物志》：孫鍾皐，字唐斌，力學篤行，事繼母以孝聞，崇禎癸未進士、寶應令。再署興化，所在惠政，民立生祠祀之。聞親病篤，即辭官就道，抵家猶及覩面。明亡，與門人張乃第同隱不仕，所著有《天逸集》。